# Buyeo
Buyeo é uma cidade sul-coreana localizada na província de Chungcheong do Sul. A cidade conta com 74 126 habitantes (censo de 2012).